# Richard Haking

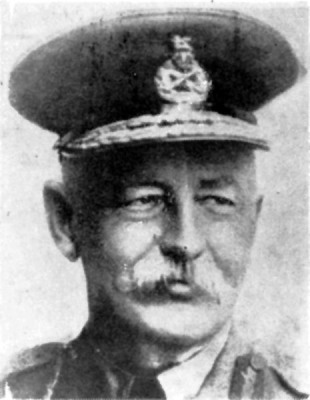
Sir Richard Haking (1920)

Sir Richard Cyril Byrne Haking, GBE, KCB, KCMG (* 24. Januar 1862; † 9. Juni 1945) war ein britischer General und diente zuletzt als General Officer Commanding (GOC) in Ägypten (1923–1927). Er war Hoher Kommissar in der Freien Stadt Danzig (1921–1923).

## Leben
Haking trat 1881 in das Hampshire Regiment ein und wurde 1885 Adjutant von dessen 2. Bataillon. Er nahm am Feldzug in Burma von 1885 bis 1887 teil und wurde Mentioned in Despatches. 1889 wurde er zum Hauptmann und 1899 zum Major befördert. Er war Deputy Assistant Adjutant General im Stab des Oberbefehlshabers während des Zweiten Burenkriegs und wurde erneut Mentioned in Despatches. 1901 wurde er Professor am Staff College und erhielt 1905 seine Beförderung zum Oberst. Anschließend diente er im Stab des Southern Command und erhielt 1911 den Befehl über die 5. Infanteriebrigade.
Zu Beginn des Ersten Weltkrieges kämpfte Haking an der Westfront. Er führte im September 1914 die 5. Brigade an der Marne und an der Aisne und übernahm am 21. Dezember 1914 die Führung der 1. Division bei Gheluvelt in Flandern. Ende des Jahres 1914 wechselte seine Division an die Front bei La Bassée und war ab 9. Mai 1915 an der Schlacht von Aubers beteiligt.
Im August 1915 übernahm er die Führung des neu formierten britischen XI. Korps, das bereits im folgenden Monat während der Schlacht von Loos zum Einsatz kam. Am 1. Januar 1916 wurde er als Knight Commander des Order of the Bath (KCB) in den Adelsstand erhoben. Zur Unterstützung des Angriffes an der Somme ließ Haking am 19. Juli 1916 die deutschen Stellungen bei Fromelles angreifen, das Anrennen brachte den unterstellten Truppen schwere Verluste und ihm den Titel eines Schlächters ein. Zwischen November 1917 bis März 1918 war Hakings Korps auch an der Italienfront gegen die Österreicher eingesetzt. Am 1. Januar 1918 wurde er als Knight Commander in den Order of St Michael and St George aufgenommen. Im Frühjahr 1918 standen seine Truppen im Verband der 1. Armee unter General Horne wieder im nördlichen Artois. Sein Korps brach am 9. April beim deutschen Angriff in der Vierten Flandernschlacht zusammen und wurde über die Lys  auf den Nieppe-Wald zurückgeworfen. Während der Hunderttageoffensive war das XI. Korps Teil der neu gebildeten 5. Armee unter General Birdwood und beteiligte sich an der Befreiung von Lille.
1919 diente Haking als Kommandeur der britischen Militärmission in Russland und dem Baltikum. Aber bereits 1920 wurde er in Danzig britischer Kommandeur der alliierten Truppen für die Volksabstimmungen im Gefolge des Versailler Vertrags in der Provinz Ostpreußen und Teilen der Provinz Westpreußen.
Am 1. Januar 1921 wurde er zum Knight Grand Cross des Order of the British Empire erhoben und war von 1921 bis 1923 als Hoher Kommissar des Völkerbundes für die Freie Stadt Danzig zuständig.
Als GOC kommandierte Haking die britischen Truppen im Königreich Ägypten (1923–1927) und wurde dann pensioniert.